# Saint-Germain-de-Montbron
Saint-Germain-de-Montbron (okzitanisch: Sent German de Montberol) ist eine französische Gemeinde mit 488 Einwohnern (Stand: 1. Januar 2022) im Département Charente in der Region Nouvelle-Aquitaine. Die Einwohner werden Saint-Germanois genannt.

## Lage
Saint-Germain-de-Montbron liegt etwa 18 Kilometer ostsüdöstlich von Angoulême. Umgeben wird Saint-Germain-de-Montbron von den Nachbargemeinden Moulins-sur-Tardoire mit Vilhonneur im Norden, Vouthon im Nordosten, Marthon im Osten und Südosten, Grassac im Süden, Vouzan im Südwesten sowie Chazelles im Westen.

## Bevölkerungsentwicklung
| Jahr                      | 1962 | 1968 | 1975 | 1982 | 1990 | 1999 | 2006 | 2013 |
| Einwohner                 | 458  | 445  | 456  | 458  | 436  | 434  | 460  | 510  |
| Quelle: Cassini und INSEE |      |      |      |      |      |      |      |      |

## Sehenswürdigkeiten
- Kirche Saint-Germain aus dem 12. Jahrhundert, Monument historique seit 1965

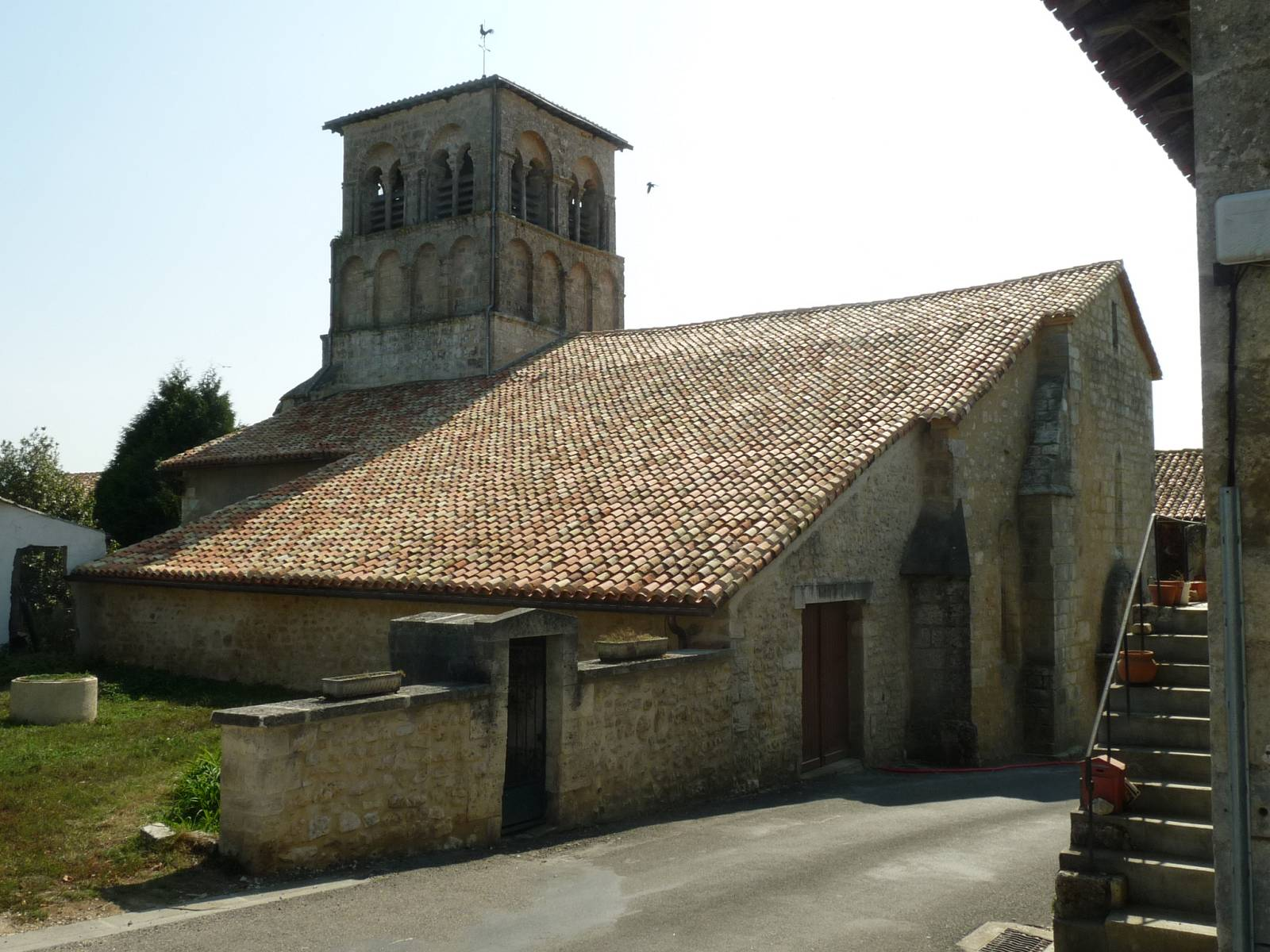
Kirche Saint-Germain

- Pfarrhaus